# حي الأندلس (طرابلس)
حي الأندلس هو حي سكني يقع في العاصمة الليبية طرابلس، بلدية حي الأندلس تقع في الجزء الغربي لمدينة طرابلس وإحدى بلديات طرابلس الكبرى، وتقدر مساحتها الجغرافية بحوالي 5000 هكتار، حيث تمتد من البحر الأبيض المتوسط شمالاً حتي بلدية السواني جنوبا، وبلدية جنزور غرباً، وبلديتي طرابس المركز وابوسليم شرقاً، ويبلغ عدد سكانها حوالي 410 ألف نسمة، وتقدر عدد الأسر بالبلدية بحوالي 82 ألف أسرة، ويعتبر أكثر بلديات طرابلس اكتظاظًا من حيث عدد السكان. المناطق التي تتبع بلدية حي الأندلس، هي: قرقارش، المدينة السياحية، قرجي، غوط الشعال والسراج.

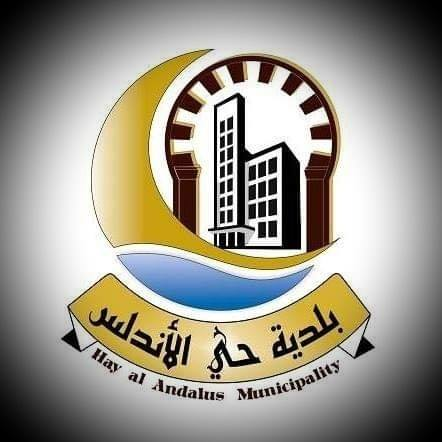
شعار بلدية حي الأندلس

## المحلات التابعة لبلدية حي الأندلس:[2]
محلة قرقارش
محلة المدينة السياحية
قرجي التضامن
محلة قرطبة
محلة الدريبي
محلة السراج الشرقية
محلة الحي الصناعي
محلة الشارع الغربي الشمالي
السلام
محلة غوط الشعال ( القادسية )
محلة غوط الشعال ( الاستقلال)
محلة حي المهندسين
محلة التوغار
محلة حى الاندلس المركز
محلة الشارع الكبير
محلة الشارع الغربي الجنوبي
محلة غوط الشعال (الوخيم)